# Mária Geszler Garzuly

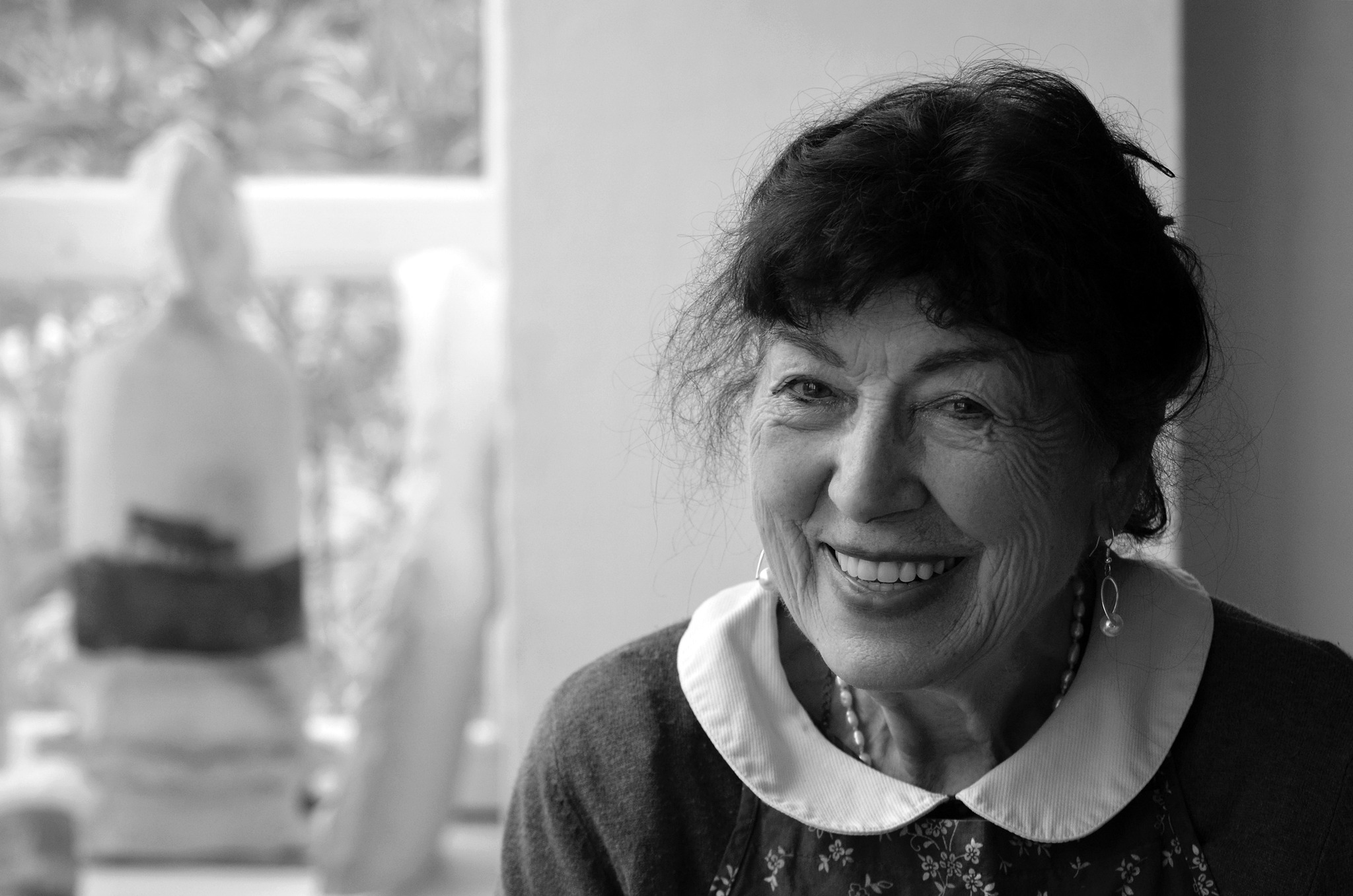
Mária Geszler

Mária Geszler Garzuly (geboren am 17. Juni 1941 als Mária Geszler in Budapest) ist eine ungarische Keramikerin. In ihren Kunstwerken verwendet sie oftmals die eigens von ihr entwickelten Technik, Fotografien mittels Siebdruck auf Porzellan zu drucken.

## Leben
Mária Geszler Garzuly stammt aus einer Musikerfamilie und spielt Violoncello. Sie begann 1960 an der heutigen Moholy-Nagy-Universität für Kunsthandwerk und Gestaltung in Budapest bei Árpád Csekovszky zu studieren und schloss 1965 ihr Studium mit einem Keramikdiplom ab. Es folgten einige Studienreisen nach Buhara (1966), Samarkand (1972), Georgien (1973) und Armenien (1975).
Anschließend arbeitete sie ein Jahr in der Majolika-Fabrik in Hódmezövásárhely als Designerin und von 1966 bis 1980 für die Keramikfabrik in Magyarszombatfa. Seit 1975 hat sie in Szombathely ein eigenes Atelier und ist u. a. Mitglied der ungarischen Kunststiftung. Seit 1982 ist Geszler Garzuly Mitglied der Académie Internationale de la Céramique in Genf und seit Gründung des internationalen Keramikstudios in Kecskemét Mitglied des Künstlerrates. Sie organisiert Symposien und leitet sie. Geszler Garzuly ist in vielen internationalen Ausstellungen vertreten und wurde mit zahlreichen Preisen ausgezeichnet.
Mária Geszler war mit dem 2021 verstorbenen Neurologen und Hochschullehrer Ferenc Garzuly verheiratet.

## Werk
Geszler Garzuly verbindet mehrere Techniken in ihren Keramikskulpturen. Um eigene oder auch fremde Fotografien auf Porzellanoberflächen zu drucken, hat sie in jahrelanger Arbeit eine eigene Technik entwickelt: Mittels Siebdruck bringt sie ihre Motive auf das noch lederharte Porzellan, anschließend werden die Platten zu Skulpturen verarbeitet.
Die aus Porzellan gebauten, teilweise glasierten und mit verschiedenen Motiven mittels der Siebdrucktechnik bebilderten Skulpturen sind oft in ihrer Form Frauenkörpern und Streichinstrumenten nachempfunden. Bestandteile von Geszler Garzulys Skulpturen sind die autobiografischen und nachdenklichen Texte, die auf literarischer und poetischer Ebene mögliche Geheimnisse, Gefühle, Lebenserfahrungen und Wahrnehmungen die Werke ergänzen.
Bekanntheit erlangte Geszler Garzuly durch ihre humanoiden Flaschenformen, deren Oberflächendesign sie mittels Siebdrucktechnik übertrug und salzglasiert hat. Internationale Bekanntheit erhielt sie durch zahlreiche Studienreisen und Ausstellungen und fördert somit den offenen, zugewandten Erfahrungsaustausch mit Keramikern aus der ganzen Welt.

„Ich schreibe mein Leben in Ton, alles ist mit Bildern gefüllt: Ich lebe im Rausch des Spektakels: die Autobahn ist für mich nicht die Straße, sondern die Szene der Wiesen, Wälder, ich, bin fasziniert vom Himmel und den Kondensstreifen von Flugzeugen, und von großen Graffiti, die ‘wie Trauer an Häuserwänden’ dahinschmelzen. Ich sehe Bilder hinter all den geschriebenen und gehörten Worten – so wurde ich Keramikkünstlerin und verliebte mich in die Fotografie, und auch in die Übertragung der Bilder auf keramische Oberflächen.“

Aus Anlass ihres 80. Geburtstages im Jahr 2021 überließ sie dem Grassi Museum für Angewandte Kunst in Leipzig zehn Arbeiten als Schenkung.

## Auszeichnungen (Auswahl)
- 1979: Munkácsy-Preis
- 1985: Bayerischer Staatspreis
- 2000: Hungarian Ceramics Biennale, Erster Preis
- 2002: Mino, International Competition, Bronze Award
- 2004: The first Taiwan Ceramics Biennale, Bronze Award
- 2013: Hungarian first Ceramics Quadriennale in Pécs, Erster Preis
- 2018: Kossuth-Preis, höchste staatliche künstlerische Anerkennung in Ungarn

## Ausstellungen (Auswahl)
- 1966: Hódmezővásárhely im John Towers Museum (Erika Ligeti und Enikő Szöllőssy)
- 1978: Landesmuseum Joanneum Graz
- 2011: Hang és forma (Klang und Form) in Szombathelyi Képtár
- 2019: Internationale Biennale (Internazionale delle Ceramiche) in Faenza für zeitgenössische Keramik
- 2013: Roses without Thorns porcelain paintings Galerie Vitalitas Szombathely (Ungarn)
- 2020: Meteorites and other Poems im Stadtmuseum Siegburg
- 2021: Ton-Poesie Grassi Museum für Angewandte Kunst in Leipzig
- 2023–2024: Dráma a kertben, in Szombathelyi Képtár

Gruppenausstellungen (Auswahl)
- 1986+1989: Internationaler Keramikwettbewerb Mino
- 1990: Europäische Keramikausstellung Auxerre
- 1997: Fletcher Challenge Auckland
- 1999: Contemporain Ceramic Exhibiton Shigaraki
- 2001+2003: International Ceramics Exhibition Woczek
- 2004: Internationale Keramikausstellung Yingge Museum Taipei

## Publikationen
- A vágy. JPM 2015, ISBN 978-963-9873-39-1.
- mit Bonyhádi Károly: Női vonal. 2017, ISBN 978-615-00-0329-0.